# Expresso Pai da Aviação

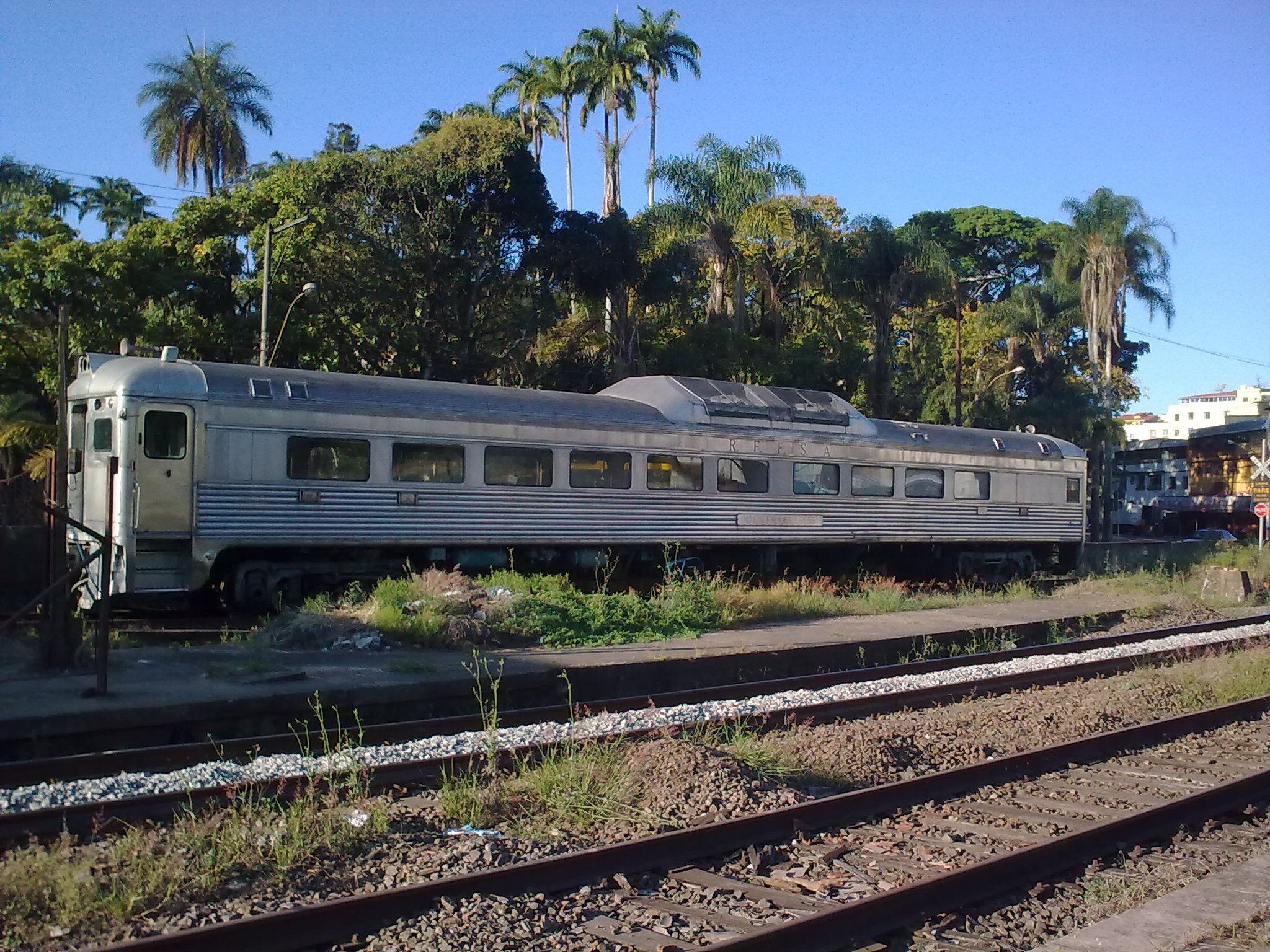
Automotriz Budd RDC-1 (coche ferroviario diésel-1), estacionada en la estación Mariano Procópio.

Expresso Pai da Aviação es un proyecto elaborado en 2006 por el Movimiento Nacional Amigos del Tren en Brasil, con el objetivo de reactivar el tren de pasajeros en la región de la Zona del bosque Minera y Campos de las Vertientes, con finalidad turística. 
El proyecto forma parte de un programa del Gobierno Federal, llamado plan de revitalización de las vías de ferrocarril, que busca rescatar el transporte ferroviario de pasajeros.

## Implantación

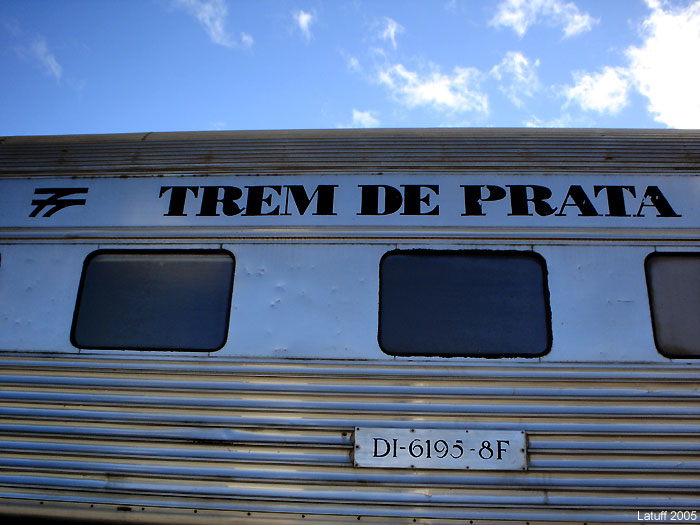
Tren de Plata abandonado en Juez de Fora-MG

Para la implantación del proyecto fueron cedidos al Movimiento Nacional Amigos del Tren el 14 de mayo de 2009 por el DNIT, seis vagones de pasajeros del antiguo Tren de Plata, siendo cuatro usados con asientos y dos como restaurantes, cuatro locomotoras diesel-eléctricas y dos unidades automotrices Budd, que serían usadas en proyectos especiales del expresso. La composición podrá transportar hasta 320 personas. La previsión es que el viaje sea siempre efectuado los sábados y domingos, a las 9h.

## Trayecto planificado
El tren partirá de Matias Barbosa, con destino a Barbacena, pasando por Juiz de Fora, Ewbank da Câmara y Santos Dumont. La distancia aproximada que el tren recorrerá de Matias Barbosa a Barbacena es de aproximadamente 125 kilómetros.